# Camillo Pardo Orsini
Camillo Pardo Orsini (1488 – Roma, 1553), figlio del conte Leopardo della linea di Manoppello, e di Leonarda Petrucci, figlia a sua volta di Antonello Petrucci, segretario di re Ferrante d’Aragona; fu conte di Manoppello, signore di Larino e della Valle Siciliana.

## Biografia
Discendente di Napoleone che aveva sposato intorno al 1340 Maria de Sully (de Suliaco), figlia di Giovanny de Sully, Conte di Chieti (figlio di Ugo di Sully) e di Tommasa erede dei Palearia, contessa di Manoppello e signora oltre che di Larino, delle terre note come Valle Siciliana.  

Alla morte del padre intorno al 1510 ereditò i feudi paterni negli anni in cui il regno di Napoli era stato attraversato dai disordini causati dalla Congiura dei baroni, nella quale gli Orsini si trovarono pienamente coinvolti per la parentela con i Petrucci e per le loro simpatie francesi, inoltre Camillo Pardo negli ultimi anni della dinastia aragonese e del cambio di regno, continuò a destreggiarsi tra le due fazioni, comportamenti che gli costarono ripetutamente il sequestro dei feudi.

Ben presto aveva perduto Guardiagrele, Manoppello confiscato già nel 1497, e negli stessi anni anche Larino. Nonostante fosse stato gratificato dal sovrano aragonese anche a motivo delle sue richieste, a seguito del suo tradimento a favore di Francesco I di Francia, che nei suoi soli sette mesi di regno lo aveva insignito della carica di Gran Giustiziere del regno e Viceré d’Abruzzo oltre che la riconferma di tutti i feudi posseduti dalla sua famiglia, gli vennero definitivamente sequestrati i feudi nel 1528 da Filiberto di Chalon, principe d’Orange, per conto di Carlo V, costringendolo all’esilio a Roma, dove morì nel 1553. Tra il 1528 e il 1529 tuttavia messosi agli stipendi dei Francesi, al comando di guarnigioni di fanteria, fu ancora protagonista di alcune scorrerie nell’aquilano e in Amatrice. L’ultimo feudo rimastogli nel regno di Napoli, la Valle Siciliana, gli era stato tolto nel 1528 e poi concesso a Hernando de Alarcón.
 Nello Stato Pontificio ancora nel 1547 rimaneva titolare di quanto compreso nel fedecommesso della sua famiglia, tra cui il castello di Sant'Angelo. Nel 1552 dispose per testamento che l'archivio della famiglia e quanto a lui rimaneva, dopo la morte della moglie, venisse lasciato agli Orsini di Bracciano.
Venne sepolto nella basilica di Santa Maria in Aracoeli nella cappella dove la moglie Vittoria Frangipani della Tolfa, vi fece realizzare il busto marmoreo attribuito a Martino Longhi il vecchio. Privo di eredi, con lui si estinse il ramo degli Orsini di Manoppello. 